# Jacques Revel
Jacques Revel (Avinhão, 1942) é um historiador francês.

Foi diretor de estudos da École des hautes études en sciences sociales na década de 1990.